# The Great Debaters - Il potere della parola
The Great Debaters - Il potere della parola (The Great Debaters) è un film del 2007 diretto e interpretato da Denzel Washington.
Ambientato nel 1935, il film è basato sulla storia vera di Melvin B. Tolson, un professore del Wiley College, stato del Texas.

## Trama
Il professor Tolson, responsabile della squadra di dibattito del liceo, dopo un'accurata selezione (si parte da 360 studenti per poi sceglierne 45 e arrivare alla fine a soli 4), sceglie i componenti del gruppo dei debaters. Sono: Henry Lowe (che lo stesso professore ha salvato qualche giorno prima da un possibile omicidio in una rissa), Samantha Booke (unica, e prima, donna a partecipare all'esperienza), James Farmer Jr. (quattordicenne, figlio dell'illustre James Farmer) e infine Hamilton Burgess. Con loro forma la prima squadra della scuola, nella quale la ragazza e il più giovane del gruppo saranno le due riserve. Sia il piccolo James Farmer che Henry si innamorano di Samantha, ma lei ricambia i sentimenti del ragazzo più grande causando un notevole disagio nel più giovane del gruppo.
Gli allenamenti al dibattito cominciano. Il professor Tolson, che un giorno viene coinvolto in un dibattito con i suoi allievi, fa sfoggio della sua cultura citando Willy Lynch, schiavista, da cui deriva il termine linciaggio. La prima sfida degli studenti è contro un college famoso, il Paul Quinn College. In questo dibattito, citando la locuzione latina ubi solitudinem faciunt, pacem appellant riescono ad ottenere la prima vittoria.
Si susseguono molte altre vittorie e si arriva infine alla sfida con l'università di Oklahoma City. A questo punto, però, Hamilton Burgess lascia il gruppo, per paura di possibili ritorsioni. Samantha sostituisce Hamilton, e, nel suo primo dibattito ufficiale, racconta del sergente Crocker (l'ultimo soldato ad essere ucciso il 13 maggio 1865 nella guerra civile) e di Henry Johnson e Needham Roberts, tutti eroi afroamericani. Samantha termina ribattendo all'avversario che il tempo per l'eguaglianza dei diritti deve essere sempre 'oggi'.

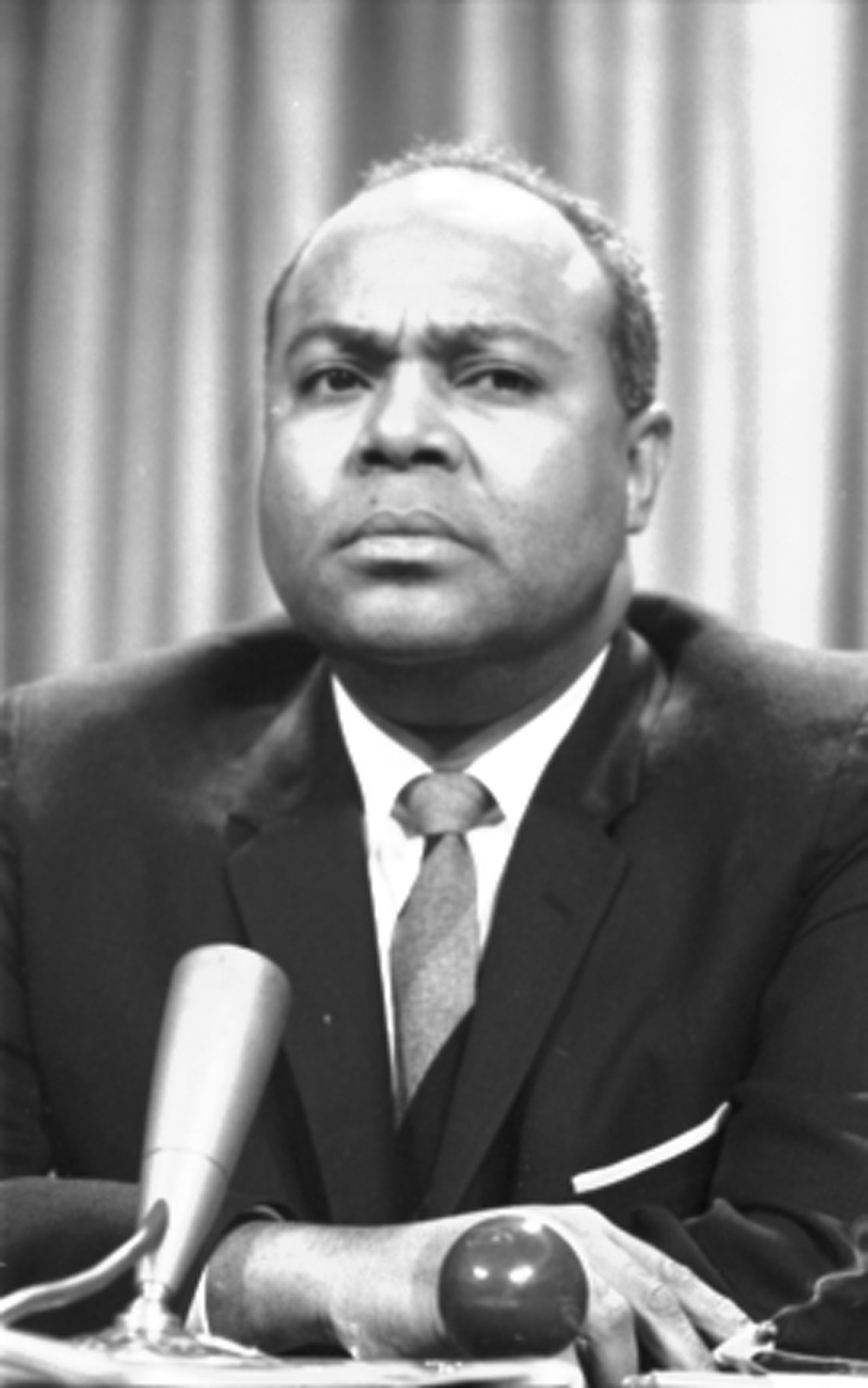
Il vero volto di James Farmer Jr.

Dopo altri sforzi e altri dibattiti sulla discriminazione razziale, la squadra di Tolson riesce a confrontarsi, tra le tante, con la squadra di Harvard, e vince grazie all'ultimo discorso tenuto dal più giovane del gruppo.

## Produzione
Nel film vengono menzionati molti personaggi influenti, poeti, scrittori e studiosi fra cui sant'Agostino, Cicerone, Gwendolyn B. Bennett, Sarah Norcliffe Cleghorn, Zora Neale Hurston, William Butler Yeats, Countee Cullen, James Joyce, Elizabeth Gaskell, Langston Hughes, D. H. Lawrence e William Edward Burghardt Du Bois.
Denzel Washington regalò un milione di dollari al vero Wiley College, per far rivivere quei famosi dibattiti dell'epoca del film.

## Premi e accoglienza
Il film è stato candidato come Miglior film drammatico alla 65ª edizione dei Golden Globe, svoltasi il 13 gennaio 2008.
Vinse 4 NAACP Image Award, uno andò a Jurnee Smollett e due a Denzel Washington e lo Stanley Kramer Award del 2007.

## Differenze con la realtà storica

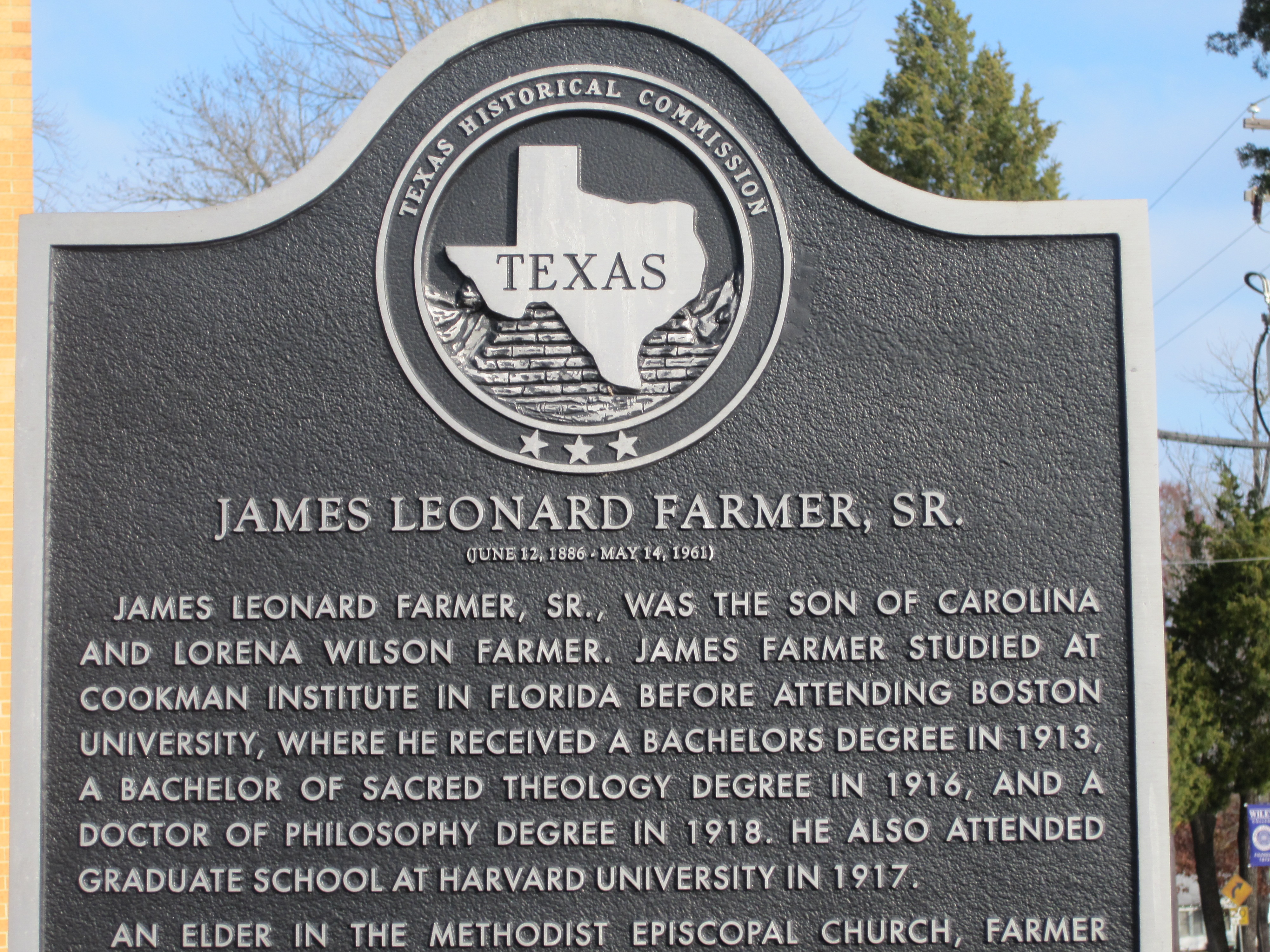
In ricordo di James Leonard Farmer Senior

Diversi personaggi che compaiono nel film sono esistiti realmente, ma talvolta con altri nomi:
- Melvin Beaunorus Tolson (1898-1966), poeta di fama mondiale, ebbe moltissimi onori fra cui quello di un centro museale a suo nome (Melvin B. Tolson Black Heritage Center)[3]
- Samantha Booke in realtà è Henrietta Bell Wells[4] (1912-2008), realmente la prima donna a partecipare al gruppo del Wiley College, partecipò al primo Freedom Riders.
- Henry Lowe è in realtà Henry Heights.
- Hamilton Burgess in realtà si chiamava Hamilton Boswell, o più probabilmente Hobart Jarrett.[5]
- James L. Farmer Jr, (1920-1999) fu uno dei capi del Movimento per i diritti civili degli afroamericani
- James L. Farmer Sr, (1886-1961) fu fra le altre cose teologo e scrittore, il primo afroamericano del Texas nel riuscire ad ottenere un dottorato.

La finale del torneo non era contro la squadra di Harvard ma contro quella dell'università del Sud della California. Anche dopo la storica vittoria con i campioni in carica il gruppo non poté mai fregiarsi del titolo di vincitori, agli afroamericani infatti non fu permesso di partecipare ufficialmente ai dibattiti, fino a dopo la seconda guerra mondiale.

## Distribuzione
È uscito negli Stati Uniti il 25 dicembre 2007, mentre in Italia è stato distribuito direttamente in DVD e Blu-ray a partire dal 19 ottobre 2011.